# Rhododendron yongii
Rhododendron yongii är en ljungväxtart som beskrevs av G.C.G. Argentina. Rhododendron yongii ingår i släktet rododendron, och familjen ljungväxter. Inga underarter finns listade i Catalogue of Life.